# Dactyliophora verticillata
Dactyliophora verticillata là một loài thực vật có hoa trong họ Loranthaceae. Loài này được (Scheff.) Tiegh. mô tả khoa học đầu tiên năm 1894.